# Luxiaria mitorrhaphes
Luxiaria mitorrhaphes là một loài bướm đêm trong họ Geometridae.

## Hình ảnh

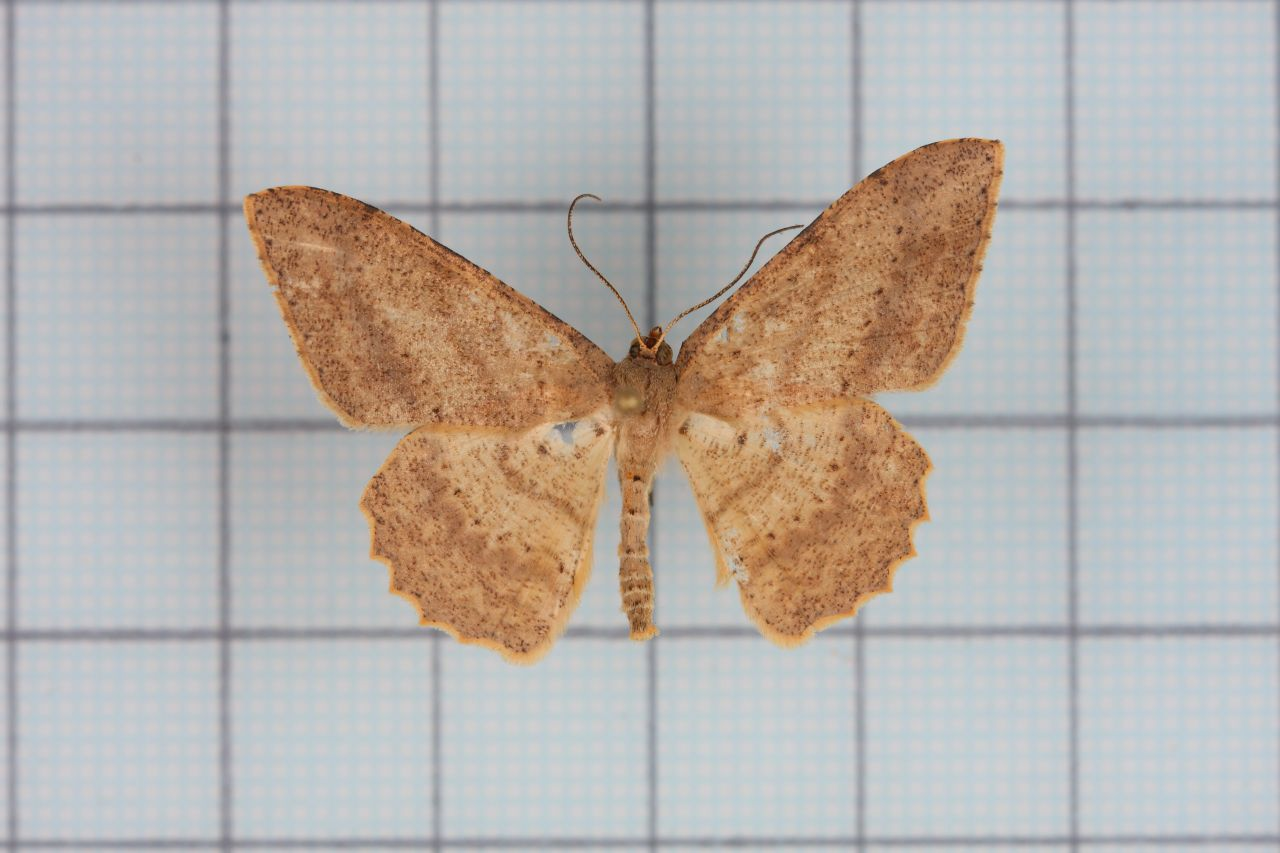
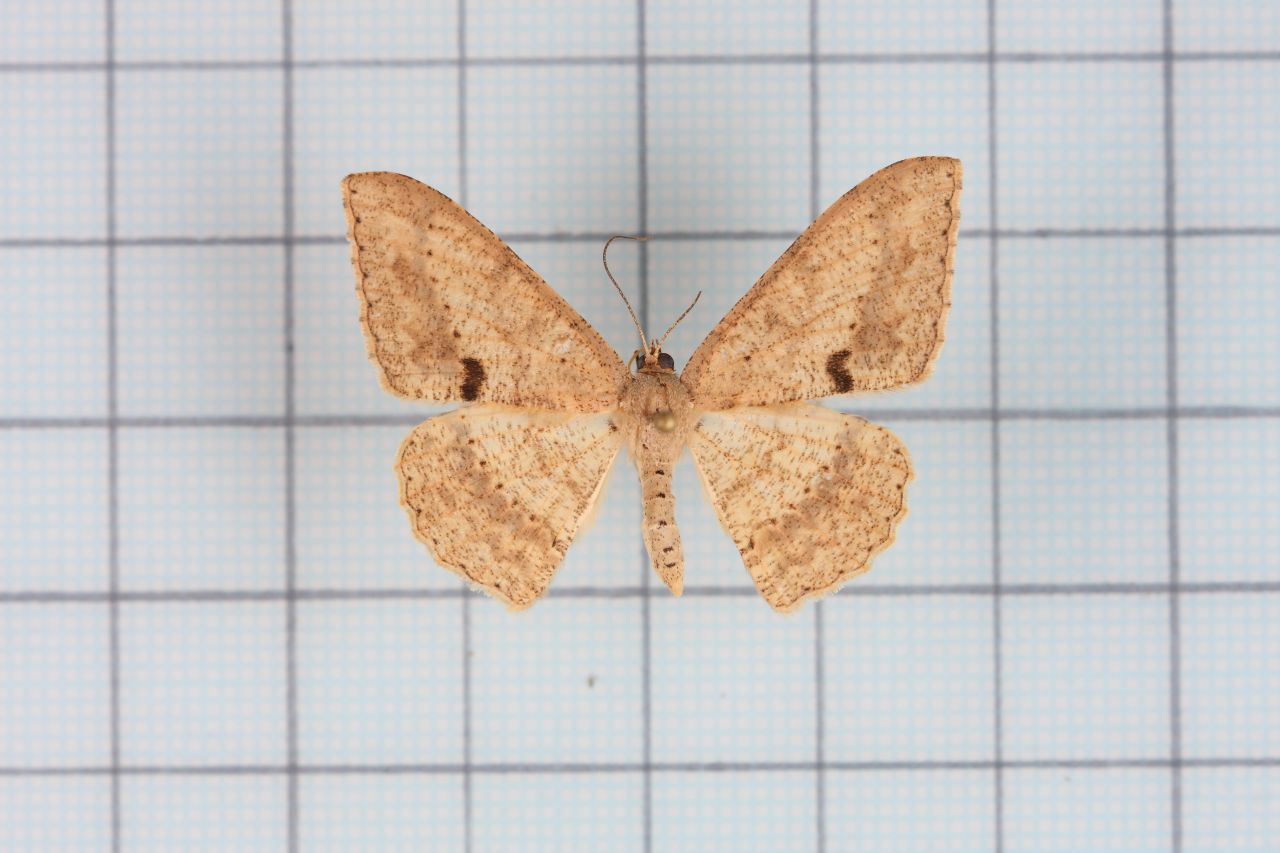
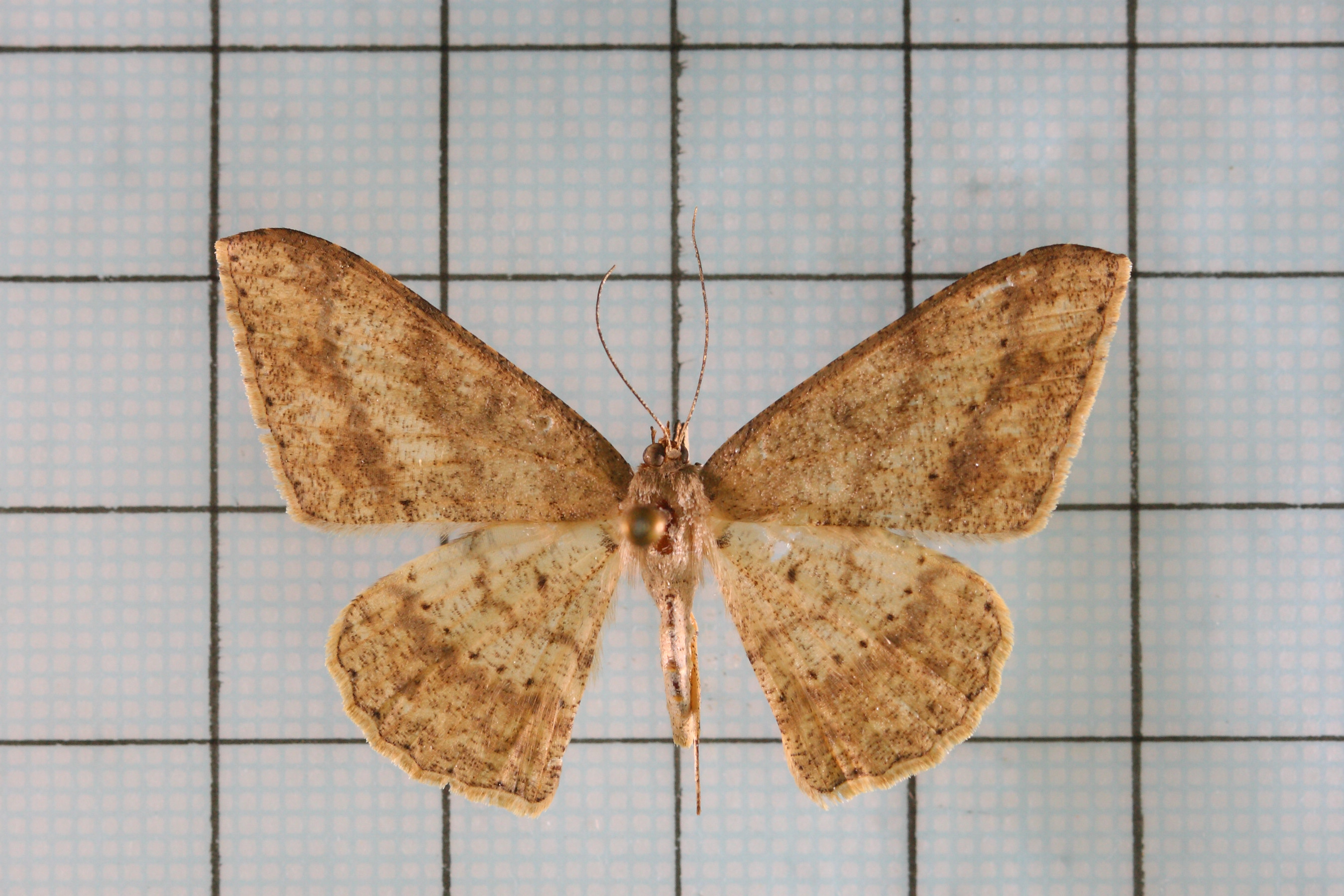
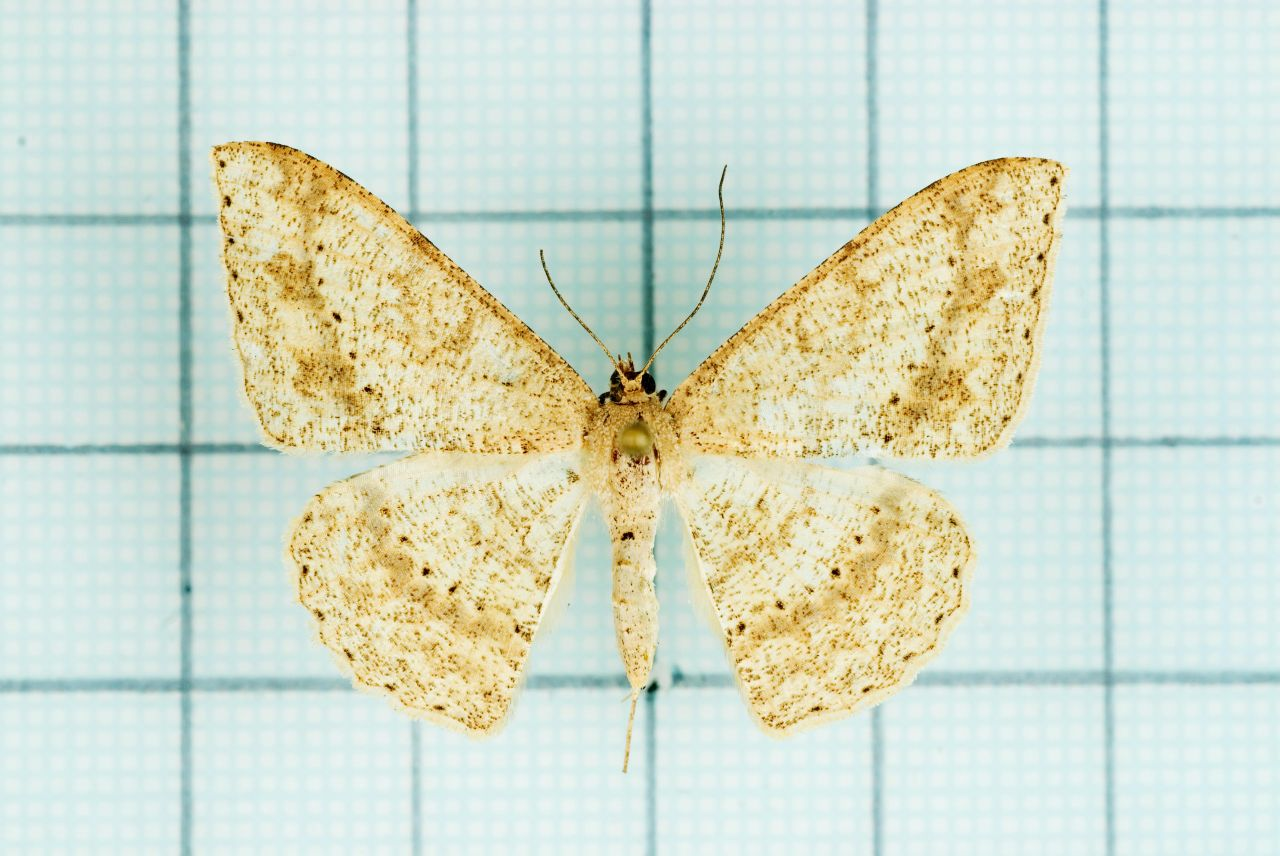